# Pablo Bausac
Pablo Bausac Ávila (Aranjuez, 1805-Vitoria, 1880) fue un pintor, grabador y miniaturista español.

## Biografía

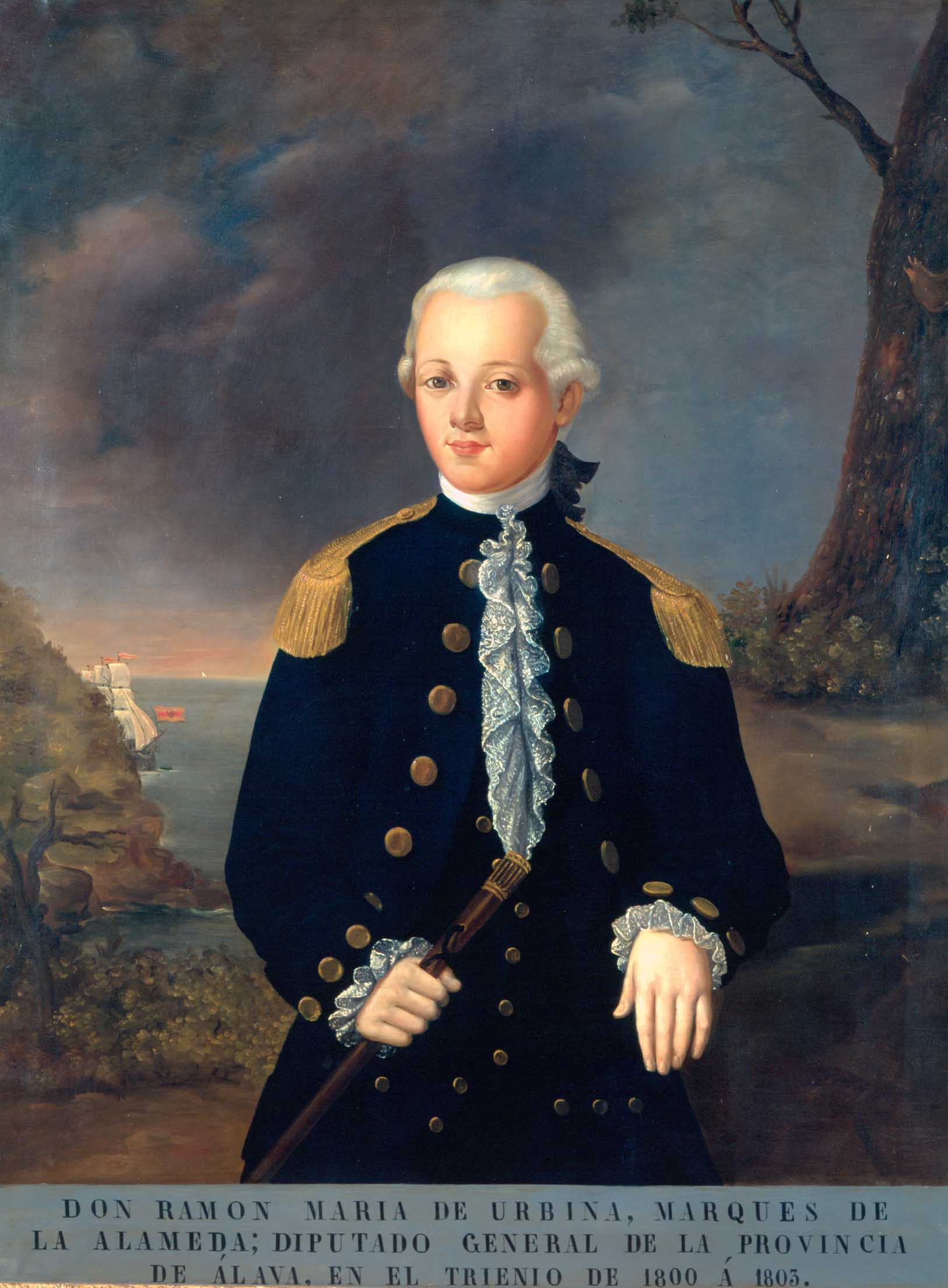
Retrato de Ramón María de Urbina, marqués de la Alameda y diputado general de Álava. Pintado por Bausac hacia 1858

Nació en Aranjuez en 1805. Se formó en la Real Academia de Bellas Artes de San Fernando. Fue pintor de Carlos Luis de Borbón y Braganza, conde de Montemolín. Pintaría también un retrato de Francisco de Paula de Borbón.
Fue también profesor del colegio alavés, y pintó retratos de discípulos suyos y también de familias particulares. En la Exposición de Bellas Artes que se celebró en Vitoria en 1867, se le concedió la medalla de cobre por cinco retratos al óleo que había presentado. Entre otros trabajos, se encargó de los dibujos de Viaje pintoresco, obra escrita por Juan Eustaquio Delmas.
Trabajó para la Diputación de Álava, pues pintó el retrato oficial de Ramón María de Urbina, Ramón Sandalio de Zubía y Eugenio de Llaguno Amírola. Con el también fotógrafo Ruperto Zaldúa, que era sobrino suyo, regentó un estudio de fotografía en Vitoria. Falleció en Vitoria en 1880. El estudio, tras pasar por las manos del propio Zaldúa, que fallecería apenas unos meses después, lo acabaría regentando la esposa de este, Basilia Tarrios y Uriondo.